# الأخلاق على امتداد الحياة
الأخلاق هي، «القدرة على تمييز الخطأ من الصواب، والتصرف بالاستناد إلى هذا التمييز والشعور بالفخر عند القيام بالأشياء الصحيحة وبالذنب أو الخزي عند الفشل في ذلك». قدّم كل من بياجيه وكولبرغ مساهمات جمة في هذا المجال الدراسي. عمل علماء النفس التنموي على تقسيم مجال الأخلاق إلى ثلاثة مواضيع رئيسية: العنصر الوجداني، والعنصر المعرفي والعنصر السلوكي. يتألف العنصر الوجداني من الاستجابات الشعورية على الأفعال التي يمكن اعتبارها صائبة أو خاطئة. يمثل هذا الجزء الشعوري من الأخلاق إذ يغطي شعور الذنب بالإضافة إلى التعاطف. يركز العنصر المعرفي على كيفية استخدام الأفراد للعمليات المعرفية الاجتماعية في تحديد الأفعال الصائبة والخاطئة. على سبيل المثال، عند تحذير طفل في سن الثامنة من الاقتراب من علبة الكعك وتناول شيء منها بواسطة فرد بالغ متمتع بسلطة على هذا الطفل ثم تركه في الغرفة وحيدًا مع الكعك، قد يرغب الطفل في تناول الكعك لكنه يعي أيضًا إمكانية وقوعه في مشكلة عند قيامه بذلك. يستهدف العنصر السلوكي بدوره كيفية سلوك الفرد عند إغرائهم بالقدرة على الخداع أو عند مساعدتهم شخصًا ما في حاجة إلى المساعدة.

## المراهق
مع اكتساب المراهقين القدرة على التفكير المستقل حيال الأفكار المعقدة والافتراضية، ومع بدئهم رسم حدود هوياتهم الخاصة، يبدأ العديد منهم في إدراك قيمهم ومعاييرهم الأخلاقية الخاصة ويميل بعضهم إلى التركيز على ناحية الأخلاق. على الجانب الآخر من هذا الطيف، يوجد بعض المراهقين الذين يميلون نحو الانخراط في السلوكيات المعادية للمجتمع.

### تغيرات التفكير الأخلاقي
تمثل سنوات المراهقة فترة هامة للغاية من أجل النمو الأخلاقي. يظهر النطاق النسبي المئوي للتفكير الأخلاقي حدوث انخفاض متسارع في التفكير ما قبل العرفي (المرحلتان الأولى والثانية) عند الوصول إلى سنوات المراهقة. خلال مرحلة المراهقة، يصبح التفكير العرفي (المرحلتان الثالثة والرابعة) النمط المركزي للتفكير الأخلاقي. يعكس المراهقون في سنين مراهقتهم الأولى المرحلة 2 (مذهب اللذة الذرائعي) – «عامل الآخرين كما تحب أن يعاملوك» – أو المرحلة 3 (الصبي الصالح أو الفتاة الصالحة) التي تنطوي على كسب القبول والاتسام بالتهذيب. يظهر ما يقارب نصف نسبة المراهقين الذين تتراوح أعمارهم بين 16 و18 سنة تفكير المرحلة 3 مع تسجيل خمسهم فقط لحجج المرحلة 5 (أخلاق السلطة والحفاظ على النظام الاجتماعي). يبدأ المراهقون مع تقدمهم أكثر في السن في تبني المنظور المجتمعي الواسع والتصرف بطرق مفيدة للنظام الاجتماعي. يحدث الاتجاه التنموي الرئيسي في التفكير الأخلاقي خلال مرحلة التحول من التفكير ما قبل العرفي إلى التفكير العرفي. خلال مرحلة التحول هذه، يحمل الأفراج المعايير الأخلاقية التي توارثوها عن السلطة. ينظر مراهقون كثيرون إلى الشخص الخلوق بوصفه مراع، وعادل وصادق. يميل المراهقون الذين يظهرون هذه الجوانب إلى إحراز مزيد من التقدم في تفكيرهم الأخلاقي.

### السلوك المعادي للمجتمع
يُعتبر المراهقون الذين يفشلون في استيعاب المعايير الأخلاقية المجتمعية أكثر عرضة للانخراط في السلوك المعادي للمجتمع مثل السرقة، والاغتصاب، والسطو المسلح وما إلى ذلك. يبدأ معظم البالغين المعاديين للمجتمع سلوكهم السيء في مرحلة الطفولة ويستمرون فيه خلال مرحلة المراهقة. يستمر سوء سلوك هؤلاء الأفراد في التفاقم خلال مرحلة الطفولة، لينتهي بهم الأمر في حالات جنوح الأحداث كمراهقين. تشمل التصرفات الملحوظة لدى هؤلاء كلًا من ترك المدرسة في وقت مبكر، وصعوبة الحفاظ على وظيفة واحدة ولاحقًا المشاركة في خرق القانون كبالغين. يمكن تشخيص الأطفال المنخرطين في هذه الأنشطة الخطرة على أنهم مصابون باضطراب سلوكي ومعرضون لاحقًا لتطوير اضطراب الشخصية المعادية للمجتمع. توجد نتيجتان على الأقل لما قد ينتهي به الأمر بالنسبة للشباب المعادي للمجتمع. أولًا، تشمل المجموعة الأولى الأطفال المنخرطين في إيذاء الحيوانات، بالإضافة إلى العنف بين أقرانهم، إذ تتطور هذه السلوكيات بشكل مستمر طوال فترة حياتهم. تضم المجموعة الثانية من جهة أخرى النسبة الأكبر من المراهقين المنخرطين في سوء السلوك في المقام الأول كنتيجة لضغط أقرانهم لكنهم يتخطون هذه السلوكيات مع تقدمهم في السن كبالغين. يميل المراهقون إلى حد كبير إلى الاعتماد على التفكير الأخلاقي ما قبل العرفي. يفتقر بعض الجناة منهم إلى حس الصواب والخطأ المتطور بشكل سليم. يمتلك معظم المراهقين القدرة على التفكير بشكل عقلاني وعرفي لكنهم يرتكبون الأعمال غير القانونية على أي حال.

### نموذج دودج لمعالجة المعلومات الاجتماعية
أحرز كينيث دودج تقدمًا ملحوظًا فيما يتعلق بفهم السلوك العدواني / العدوانية من خلال إنشاء نموذج معالجة المعلومات الاجتماعية الخاص به. اعتقد دودج أن محاولات رد الأذى بمثله من خلال الإحباط، أو الغضب أو الاستفزاز غير معتمدة كثيرًا على الإشارات الاجتماعية في الحالة المعينة بقدر ما تستند إلى الطرق التي يعالجون بها هذه المعلومات ويفسرونها. يعالج الفرد بعد شعوره بالاستفزاز المعلومات في ست خطوات متعاقبة. وفقًا لدودج، يميل الفرد إلى تشفير الإشارات وتفسيرها ومن ثم توضيح الأهداف. يلي هذا الاستجابة للبحث والقرار، والتفكير في الخيارات المتاحة للوصول إلى الهدف ثم الموازنة بين الإيجابيات والسلبيات الخاصة بالخيارات البديلة. يبدأ الفرد في النهاية في شرعنة السلوك المقرر، أو اتخاذ الإجراء اللازم. لا يمر جميع الأفراد في جميع الحالات بهذه الخطوات وفقًا للترتيب الدقيق السابق، إذ قد يختبرون على سبيل المثال خطوتين اثنتين منها ويعملون عليهما بشكل متزامن أو يكررون الخطوات. بالإضافة إلى ذلك، قد يستمد الفرد معلومات من خارج الحالة الجارية، إذ من الممكن إدخال معلومات من التجارب الاجتماعية المشابهة والعمل وفقًا لها. تتقدم هذه الخطوات الست لمعالجة المعلومات الاجتماعية مع تقدم الفرد في السن.

### البيئات العائلية القسرية لباترسون
لاحظ جيرالد ميل الأطفال والمراهقين ذوي السلوكيات المعادية للمجتمع نحو النشأة في البيئات العائلية القسرية التي يحاول أفرادها السيطرة على الآخرين من خلال التكتيكات السلبية القسرية. يعي الوالدان أو الأفراد البالغون المسؤولون قدرتهم على التحكم في أطفالهم بشكل مؤقت من خلال تهديدهم وتقديم التعزيز السلبي. يتعلم الطفل أيضًا استخدام التعزيز السلبي للحصول على الأمور التي يريدها من خلال التجاهل، والتذمر ونوبات الغضب. يفقد كلا الطرفين (الوالدان والأطفال) في النهاية القدرة على التحكم في الموقف ويفشلان في حل أي مسألة. يصبح من الجلي في نهاية المطاف دور نشأة الطفل في القدرة على التنبؤ بسلوكياته العدوانية أو العنيفة اللاحقة لحل جميع النزاعات التي تواجهه. يناقش باترسون دور النشأة في بيئة عائلية قسرية في خلق مراهق معاد للمجتمع نظرًا إلى أن الوجود حولهم مزعج بالفعل إذ يبدأ أداؤهم المدرسي في التراجع ويتعرضون للرفض من قبل أقرانهم. في غياب الخيارات البديلة، يلجأ هؤلاء إلى فئات الشباب المعادية للمجتمع ضعيفة الإنجازات التي تشجعهم بدورها على سلوكهم السيء. تلقى نظرية دودج الدعم على نطاق واسع من قبل كثير من حالات الأبوة والأمومة غير الفعالة المساهمة في مشاكل الأطفال السلوكية، إلى جانب ارتباطهم بالمجموعات المعادية للمجتمع، ما ينتهي بالسلوك المعادي للمجتمع في المراهقة.